# Annunciazione
L'Annunciazione del Signore o della Beata Vergine Maria è, nella religione cristiana, l'annuncio del concepimento verginale e della nascita verginale di Gesù che viene fatto a sua madre Maria (per il Vangelo secondo Luca) e a suo padre Giuseppe (per il Vangelo secondo Matteo) dall'arcangelo Gabriele. In alcuni contesti regionali è detta "Conceptio Domini" o "Conceptio Christi" (ponendosi quindi in connessione con il Concepimento verginale, un altro importante dogma cattolico).

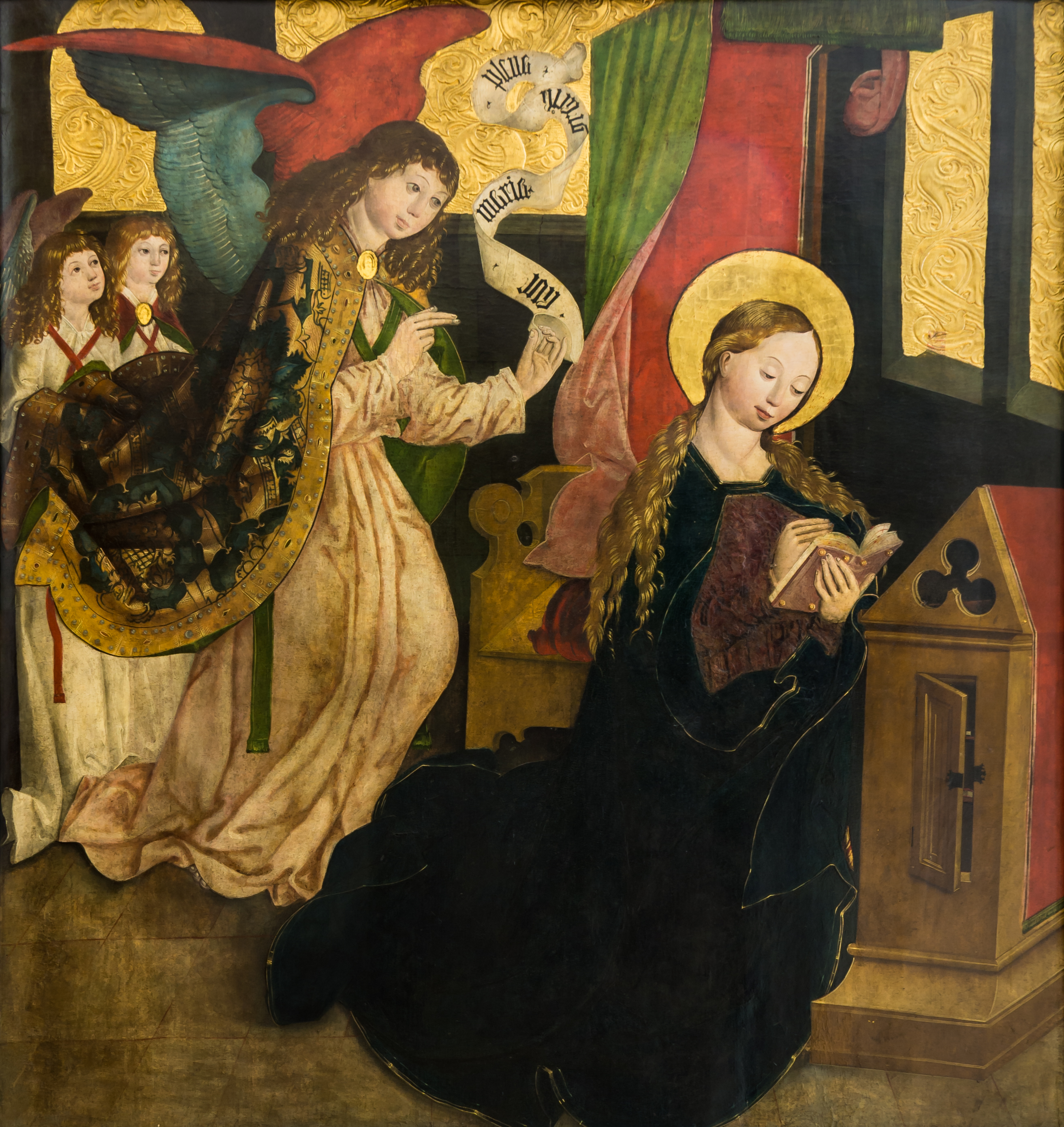
Annunciazione (Maestro di Seitenstetten), 1490 circa.

## Narrazioni evangeliche

### Vangeli canonici
L'Annunciazione è narrata con modalità differenti nel Vangelo secondo Matteo e nel Vangelo secondo Luca.
Nel Vangelo secondo Matteo, Maria resta incinta dello Spirito Santo, e un angelo appare in sogno a Giuseppe, per comunicargli di tenere con sé la moglie:

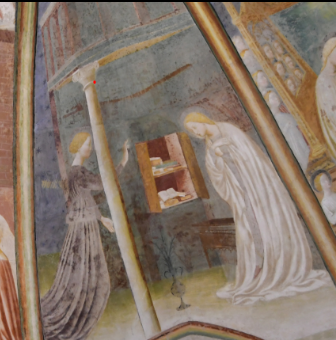
Annunciazione (Masolino da Panicale). Vela della volta dell'Abside della Collegiata di Castiglione Olona (Varese), presente nel ciclo di Storie della vita di Maria.

Nel Vangelo secondo Luca, un angelo entra in casa di Maria e le annuncia che concepirà il Figlio di Dio:
Le pericopi dei due evangelisti evidenziano le caratteristiche dei loro annunci e delle loro intenzioni pastorali e teologiche:
- Matteo scrive principalmente ai cristiani convertiti dal giudaismo, per cui sono evidenti le tematiche che possano interessare a coloro che appartengono a quella tradizione culturale, in particolare in riferimento alle reazioni che un uomo poteva e doveva avere secondo la legge mosaica in una situazione compromettente come quella di una promessa sposa che si ritrovasse incinta. Come ulteriore conferma delle intenzioni pastorali di Matteo è la citazione dell'Antico Testamento (la profezia messianica di Isaìa) per avvalorare i fatti narrati.
- tra i temi ricorrenti di Luca, invece, è l'attenzione per le donne. Non solo Maria di Nazareth, ma anche la Maddalena ed altre donne narrate come esempio di fede durante la vita pubblica di Gesù. Ecco quindi che l'attenzione è tutta rivolta alla vicenda di Maria, alla sua elaborazione interiore e alla sua risposta all'annuncio dell'angelo. E per avvalorare il tutto, non c'è una citazione dell'Antico Testamento, ma l'esperienza di un'altra donna.

L'Annunciazione (in particolare Lc 1,15) è la prima manifestazione della Trinità nel Nuovo Testamento.

### Vangeli apocrifi
Anche l'apocrifo Protovangelo di Giacomo (metà II secolo) contiene una narrazione dell'annunciazione:
(Protovangelo di Giacomo 11)
La versione del Protovangelo è ripresa dal successivo Vangelo dello pseudo-Matteo (VIII-IX secolo) al c. 9 e da altri apocrifi.

## L'Annunciazione nella tradizione della Chiesa

### L'Annunciazione nella teologia
La tradizione della Chiesa è unanime nel riconoscere nell'annuncio dell'angelo a Maria, e nella sua docile accoglienza, l'inizio della storia della definitiva ed eterna alleanza in quanto momento in cui «il Verbo si fece carne». L'Eterno attraversa le soglie del tempo e si fa storia. La missione di Gesù comincia già nel grembo della madre, come testimonia il vangelo della Visitazione in cui il bambino nel grembo di Elisabetta, la cugina di Maria, sussulta di gioia e la stessa Maria si lancia nel canto del Magnificat, che è un canto di vittoria.

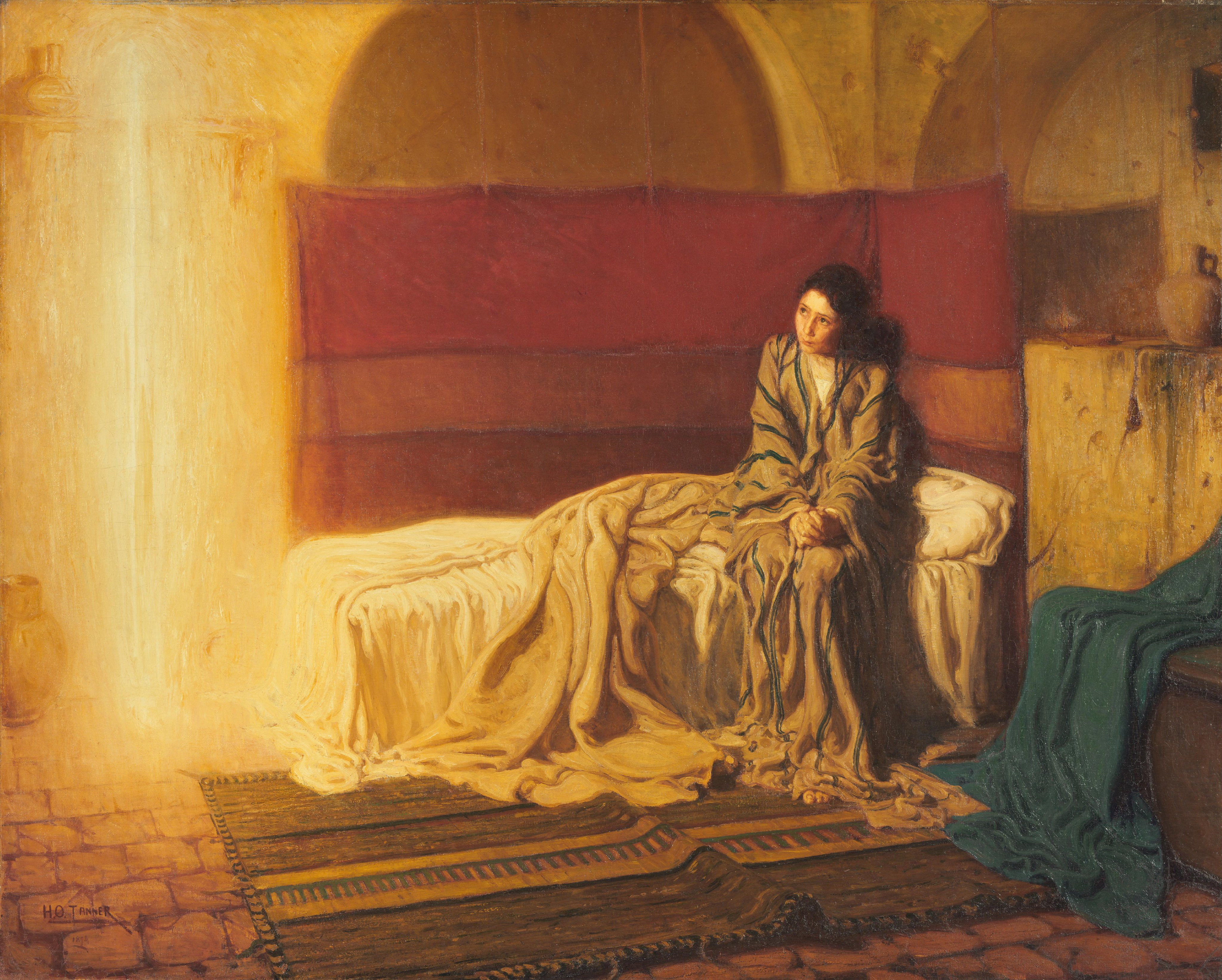
L’Annunciazione di Henry Ossawa Tanner (1898; Filadelfia, Art Museum).

Il distacco del cristianesimo dalle altre religioni avviene infatti proprio nel mistero dell'Incarnazione: in nessun altro credo è concepito un Dio che assume in sé la natura umana e la fa propria, con l'unica differenza della assenza di ogni forma di peccato.

La nascita e poi la vita pubblica di Gesù daranno piena attuazione alla sua missione, fino al suo compimento nelle vicende pasquali. Ma tutto nacque dal 'fiat' di Maria; ne è dimostrazione che il Gesù risorto è lo stesso di quello pre-pasquale, come Egli stesso tiene a dimostrare nelle apparizioni agli apostoli. È al momento dell'Annunciazione, e non nella Risurrezione, che si verifica l'unione ipostatica definitiva tra natura umana e natura divina in Gesù Cristo.
Nell'Antico Testamento, Dio aveva parlato ai patriarchi, ai profeti e ai sapienti; con l'Annunciazione si rivolge ad una giovane donna. Il breve passo evangelico di Luca è un condensato di testimonianze: l'umiltà della scena, una giovane e povera fanciulla in una città secondaria di una terra di provincia, la Galilea, fa da contrasto alle promesse dell'angelo, espressioni della forza e della manifestazione di Dio. Contrasto che sarà compreso dalla stessa Maria, e di lì a poco esaltato nel già citato canto del Magnificat. Espressioni e manifestazioni di Dio peraltro tutte care alla teologia dell'Antico Testamento; in questo modo, l'autore vuole evidenziare che la vicenda di Gesù si inserisce fin dall'inizio in quella storia di salvezza già cominciata con l'antico Israele, e lo fa considerandola nella sua interezza: dai patriarchi (Giacobbe), all'esperienza dell'Esodo (l'ombra che richiama la nube quale segno della presenza di Dio nel deserto), all'epoca dei re (il trono di Davide), fino alla recente, per quel tempo, tradizione apocalittica (con la tipica espressione 'Figlio di Dio').
Alcuni autori hanno visto un parallelo tra il racconto della nascita di Samuele nell'Antico Testamento (raccontata nel Primo libro di Samuele) e il racconto dell'annunciazione e della nascita di Gesù elaborato da Luca.

### L'Annunciazione nella spiritualità
Il fiat di Maria richiama l'"eccomi" delle figure più importanti dell'Antico Testamento: Abramo, Mosè, Samuele, ed altri; Profeti e uomini di Dio che seppero riconoscere la volontà e il piano di Dio, e poi perseguirlo.

La docilità alla parola del Signore era diventata un messaggio fondamentale nella predicazione dei Profeti, i quali denunciarono una religione basata sulla pratica dei soli sacrifici prescritti.
Gesù stesso riprenderà questa istanza nella sua predicazione: «Non chiunque mi dice ‘Signore, Signore’ entrerà nel Regno dei cieli, ma chi fa la volontà del Padre mio» (7,21), e la interpreterà personalmente fino alle estreme conseguenze.
I Padri della Chiesa e i grandi maestri spirituali di tutti i tempi hanno così visto in Maria non solo la persona che ha permesso il concreto iniziare della definitiva alleanza, ma anche un modello di fede per ogni credente. Come Abramo era stato il padre della fede per l'AT, credendo alla promessa del Signore di riservargli una discendenza numerosa nonostante la tarda età, è ora Maria a credere ad una discendenza benedetta nonostante una sua esperienza personale e contesto sociale che contrasti con questo, anche se per motivi opposti a quelli di Abramo.

E come il sì di Maria ha permesso a lei di generare Gesù nella carne, così il sì di ogni credente dovrà condurre Cristo nella sua vita, anche fisica e concreta. Il cristianesimo non è la religione dei pensieri, ma delle scelte di vita che determinano cambiamenti nella dimensione sia della mentalità che della conduzione materiale dell'esistenza.

### L'Annunciazione nella preghiera
Forse nessun altro passo biblico o altra verità teologica ha trovato tanta eco nella tradizione di preghiera del popolo cristiano, almeno nella sua componente cattolica.
Il dialogo e la storia dell'Annunciazione costituiscono l'inizio e il motivo di fondo dell'Ave Maria, da quasi un millennio tanto diffusa nel cristianesimo cattolico quanto lo stesso Padre nostro.
L'Annunciazione è anche il primo dei 20 misteri che costituiscono la preghiera del Rosario, nel quale sono meditati i Misteri della vita di Gesù Cristo, principalmente, e della stessa Maria, a cominciare, appunto, dall'Annunciazione.
L'Annunciazione costituisce invece completamente da sé la preghiera dell'Angelus, tradizionalmente recitata allo scoccare del mezzogiorno, ormai assunta a forma di preghiera pubblica dagli stessi Pontefici la domenica mattina in Piazza San Pietro a Roma, preceduta da brevi meditazioni sui fatti di cronaca e vita contemporanea.

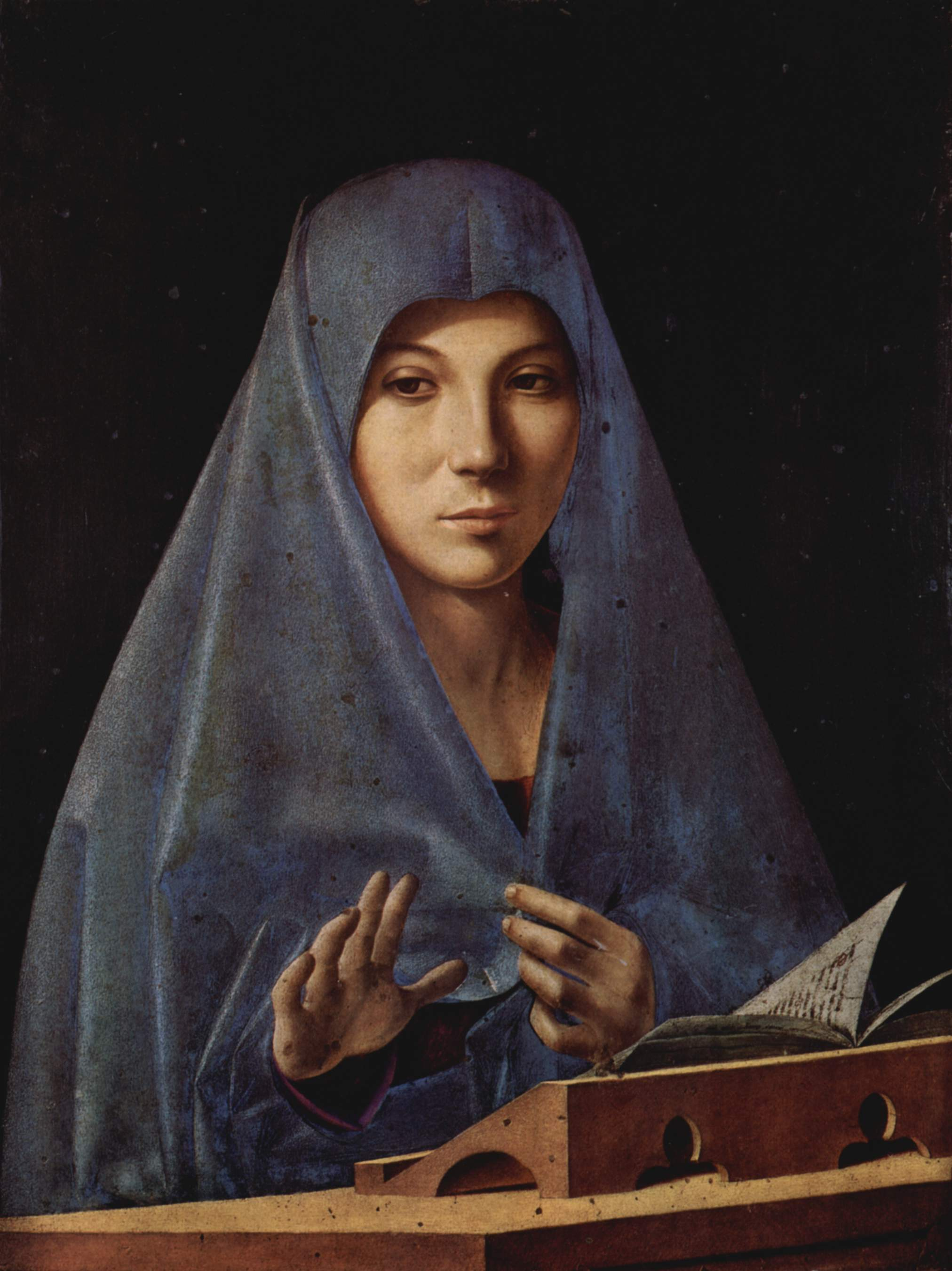
Antonello da Messina, Vergine Annunziata (XV secolo; Palermo, Galleria Regionale della Sicilia).

## La festa liturgica
La Chiesa cattolica e la Chiesa ortodossa celebrano questo evento ogni anno il 25 marzo (per quelle, tra le Chiese ortodosse, che usano invece il calendario giuliano, il 25 marzo corrisponde al 7 aprile del calendario gregoriano). La liturgia che celebra la solennità dell'Annunciazione del Signore viene rinviata se coincide con una domenica di Quaresima o altre solennità del tempo pasquale.
In molte nazioni (per esempio in Toscana fino al XVIII secolo) al giorno dell'Annunciazione era fissato il capodanno, per cui il sistema di calcolo degli anni era detto Stile dell'Incarnazione.
Come ogni data relativa agli eventi dell'infanzia di Gesù, anche quella del 25 marzo per l'Annunciazione è stata stabilita in riferimento a quella del Natale, e quindi, come questa, è stata indicata solamente dalla tradizione della Chiesa, mancando al riguardo riferimenti precisi nei Vangeli. Quale momento del concepimento, l'Annunciazione è stata collocata nel giorno al 9º mese prima del Natale, e questo avvenne presto dopo l'istituzione della festa del Natale e la sua definitiva collocazione al 25 dicembre, attestata in Occidente già nella prima metà del IV secolo d.C. (vedi la Depositio Martyrum, collocabile al 336) e in Oriente alla fine dello stesso secolo, senza dimenticare che della nascita di Gesù al 25 dicembre abbiamo un’attestazione scritta nella Chiesa romana già nel 203, anno cui risale il Commentario su Daniele da parte di Ippolito di Roma.
Tale collocazione ha anche però un valore teologico e liturgico: l'Annunciazione, quale momento storico dell'inizio dell'Incarnazione e quindi della storia della salvezza, viene così a cadere nello stesso periodo in cui la tradizione ebraica poneva l'inizio del suo anno religioso, cioè nel mese di nisan (marzo/aprile), e fino all'Alto Medioevo proprio il 25 marzo segnava l'inizio del ciclo liturgico annuale del cristianesimo, poi spostato allo stesso Natale ed infine all'Avvento, ma anche l'inizio del calendario civico (come ad esempio in Firenze). Questo fatto fu favorito anche dalla coincidenza con importanti ciclicità astronomiche: infatti, il Natale coincide con il periodo del solstizio invernale, l'Annunciazione viene a cadere in quello dell'equinozio primaverile.
Nella liturgia cattolica, la ricorrenza dell'Annunciazione è una solennità. Secondo il calendario liturgico cattolico occidentale, il 25 marzo cade spesso nel tempo di Quaresima; in alcuni anni, invece cade nella Settimana santa o nell'Ottava di Pasqua. Succede quindi non di rado che la solennità dell'Annunciazione sia rinviata, o perché deve cedere il posto a una domenica di Quaresima (e in tal caso, è spostata al giorno successivo, lunedì 26 marzo, come è accaduto nel 2007 e nel 2012), o perché, dato che la Settimana Santa e l'Ottava di Pasqua prevalgono sull'Annunciazione, la solennità viene rimandata al lunedì dopo la Domenica in albis (come nel 2008, spostata a lunedì 31 marzo, o nel 2002, 2013 e 2024, spostata a lunedì 8 aprile; o nel 2016, spostata al 4 aprile, e nel 2018 spostata al 9 aprile).

## La casa dell'Annunciazione
Un'antica tradizione identifica la casa di Maria, in cui avvenne l'Annunciazione, con la grotta che oggi si trova nella cripta della Basilica dell'Annunciazione a Nazaret. La casa era costituita da una parte scavata nella roccia (la grotta) e una parte costruita in muratura. Quest'ultima rimase a Nazaret fino alla fine del XIII secolo, quindi venne trasferita prima a Tersatto (Trsat, Croazia) e dopo a Loreto, nelle Marche, in quanto la rioccupazione della Terra santa da parte dei musulmani faceva temere per la sua conservazione.
Secondo la tradizione, essa fu miracolosamente portata in volo da alcuni angeli (perciò la Madonna di Loreto è venerata come patrona degli aviatori). La Santa Casa, come essa è chiamata, si trova tuttora all'interno della Basilica di Loreto.

## Congregazioni e ordini dell'Annunciazione
Al mistero dell'Annunciazione sono dedicati numerosi istituti religiosi:
- le Annunziate, monache fondate a Bourges da Giovanna di Valois;
- le Annunziate Turchine, monache fondate a Genova da Maria Vittoria De Fornari Strata;
- le Piccole Suore dell'Annunciazione, di Medellín;
- le Religiose domenicane dell'Annunziata, fondate da Francisco Coll Guitart;
- le Suore agostiniane della Santissima Annunziata, di San Giovanni Valdarno;
- le Suore annunziate d'Heverlee, derivate dalle annunziate di Giovanna di Valois;
- le Suore Clarisse della Santissima Annunziata, di Diano Castello;
- le Suore salvatoriane dell'Annunciazione, greco-melkite.